# Albert von Vahlkampf
Albert Franz Xaver Christoph Leonhard Vahlkampf, ab 1851 Ritter von Vahlkampf, (* 3. Juni 1799 in Wetzlar; † 31. Januar 1858 in Frankfurt am Main) war ein deutscher Politiker.

## Leben

### Herkunft
Albert war ein Sohn des Professors für römisches und kirchliches Recht an der Rechtsschule Wetzlar Joseph Anton Vahlkampf und dessen Ehefrau Katharina Franziska, geborene Aull.

### Werdegang
Vahlkampf studierte nach dem Besuch des Gymnasiums in Hannover und der Rechtsschule Wetzlar Rechts- und Kameralwissenschaften in Gießen. 1815 nahm er an den Befreiungskriegen teil. Während seines Studiums wurde er 1817 Mitglied der „Christlich-teutschen Burschenschaft/Ehrenspiegelburschenschaft“. Nach seinem Examen war er ab 1820 Referendar bei der Regierung in Koblenz. Im April wurde er im Zuge der Demagogenverfolgung wegen seiner burschenschaftlichen Aktivitäten und seiner Korrespondenz mit seinen Freunden Karl Follen und August Follen verhört, jedoch nicht verurteilt. Erst 1824 kam er in Untersuchungshaft, da er dem „Bund der Männer“ angehört hatte, wurde jedoch auch dann nicht verurteilt.
Nach seiner Staatsprüfung in Berlin wurde Vahlkampf 1822 Regierungsassessor und später Regierungsrat bei der preußischen Regierung Arnsberg. 1828 wurde er Oberregierungsrat in Gumbinnen, 1830 Vortragender Rat im Finanzministerium in Berlin und Mitglied des Generalpostamts. 1833 wurde er Geheimer Finanz- und Postrat sowie im Oktober 1833 Vizepräsident der Regierung Münster. 1836 schied Vahlkampf aus dem preußischen Staatsdienst aus, da er nicht als Vortragender Rat im Hausministerium nach Berlin versetzt werden wollte. Danach war er bis 1838 Wirklicher Geheimer Rat im Herzogtum Sachsen-Meiningen sowie Chefpräsident der Landesregierung und von 1837 bis 1838 als Mitglied des Landesministeriums in Meiningen Staatsminister. Von 1845 bis 1848 war er Sachsen-Meiningischer Ministerresident beziehungsweise Gesandter am bayerischen Hof in München und zuletzt im Dienst der Fürsten von Thurn und Taxis in Frankfurt am Main. 1848 war er Mitglied des Vorparlaments. Durch die Verleihung des Verdienstordens der Bayerischen Krone wurde er nach der Eintragung in die Adelsmatrikel als „Ritter von Vahlkampf“ am 14. November 1851 in den persönlichen Adelsstand aufgenommen.

### Familie
Vahlkampf heiratete am 16. Februar 1826 Bertha Schmidt (1810–1875). Das Paar hatte mindestens einen Sohn:
- Eugen (1840–1902), preußischer Generalleutnant, Kommandant von Breslau ⚭ 1874 Eugenie Gräfin von Hopffgarten (* 1856)

## Ehrungen
- 1836: Ehrenbürger von Münster
- 1838: Ehrenbürger von Meiningen